# Tmarus unicus
Tmarus unicus är en spindelart som beskrevs av Willis J. Gertsch 1936. Tmarus unicus ingår i släktet Tmarus och familjen krabbspindlar. Inga underarter finns listade i Catalogue of Life.